# カブレブス
カブレブス（スペイン語: Sistema de Transporte Público Cablebús）は、メキシコシティのグスタボ・A・マデロおよびイスタパラパ地域で運行されている索道による交通機関。メキシコシティのすべてのトロリーバスとライトレールの運行を担当するメキシコシティ電気交通サービス (Servicio de Transportes Eléctricos) によって運営されている。
2021年7月11日にメキシコシティ地下鉄のインディオス・ベルデス駅とグスタボ・A・マデロの北部地区を結ぶ1号線が開通した。2号線はメキシコシティ南東部、地下鉄8号線のコンスティトゥシオン・デ・1917駅と地下鉄A号線のサンタ・マルタ駅を結ぶ。

## 歴史
1号線は30億メキシコ・ペソの出資によって2019年9月に建設が始まった。1号線はドッペルマイヤー・メキシコとグルーポ・インディによって建設された。2号線はライトナー・ロープウェイズによって建設された。
2021年3月4日、1号線のカンポス・レボルシオン駅とトラルペクスコ駅間が試験的に開業した。2021年7月11日に残り全線が開業した。2号線は2021年8月8日に開業した。

## 運行
運賃は7ペソである。70歳より上の乗客、5歳未満の子供、顕著な障害者は無料。
カブレブスのゴンドラは10人乗りで、平均時速20キロメートルで移動する。
メキシコシティ地下鉄と同様、カブレブスの駅には駅名またはその地方の目立った特徴を象徴するピクトグラムがあしらわれている。このピクトグラムはアメリカ合衆国のデザイナーで、メキシコの統合モビリティシステムのすべてのピクトグラムをデザインしているランス・ワイマンによる。カブレブスは水色で表されるが、これは空の色を表している。

### 駅
| CETRAM            | CETRAM（ハブ）に接続                            |
| Mexico City Metro | 地下鉄に接続                                    |
| Metrobús          | メトロバスに接続                                |
| Mexibús           | Mexibús（BRT）に接続                            |
| Mexicable         | メヒカブレに接続                                |
| Public buses      | パセロ（マイクロバス）に接続                    |
| RTP               | Red de Transporte de Pasajeros (RTPバス) に接続 |
| Trolleybus        | トロリーバスに接続                              |

#### 1号線

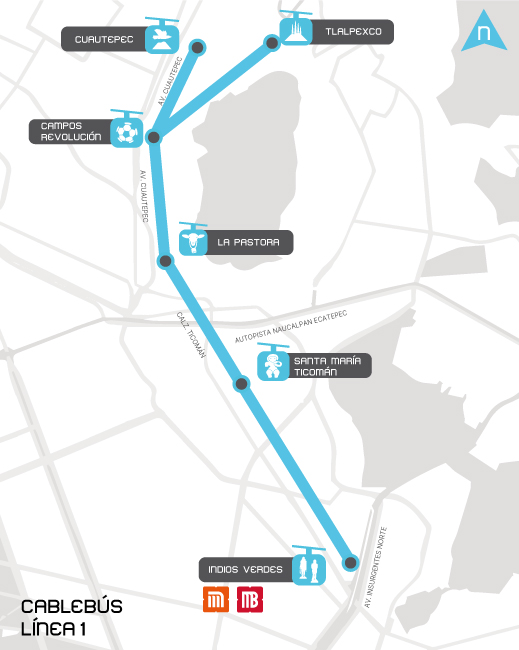
1号線

1号線はグスタボ・A・マデロ北端に位置する。路線距離は9.2キロメートルで、メキシコシティ地下鉄のインディオス・ベルデス駅を起点としてカンポス・レボルシオン駅に至る。そこで2つのケーブルに乗りかえる。1つはクアウテペク駅、もう1つはセロ・デ・チキウィテにあるトラルペクスコ駅行きである。1号線はドッペルマイヤー・メキシコによって建設された。ゴンドラはCWAコンストラクション社製の「OMEGA V」であり、優秀なデザインによってレッド・ドット・デザイン賞を授与された。
| 駅                                             | 接続 | 写真 | 開業日        |
| ---------------------------------------------- | --- | ---- | ------------- |
| インディオス・ベルデス Indios Verdes           | - インディオス・ベルデス - 3号線: インディオス・ベルデス駅 - : 1号線: インディオス・ベルデス駅 - : 3号線: インディオス・ベルデス駅 - : 7号線: インディオス・ベルデス駅 - IV号線: インディオス・ベルデス駅 - 2号線: インディオス・ベルデス駅 - 路線: 101, 101-A, 101-B, 101-D, 102, 107-B （離れている）, 108 |      | 2021年7月11日 |
| サンタ・マリア・ティコマン Santa María Ticomán | - 路線: 101, 102, 108 |      | 2021年7月11日 |
| ラ・パストラ La Pastora                        | - 路線: 101, 101-A, 101-B, 101-D, 102, 103, 104, 108 |      | 2021年7月11日 |
| カンポス・レボルシオン Campos Revolución       | - 路線: 101, 101-A, 101-B 101-D, 102, 103 |      | 2021年3月4日  |
| クアウテペク Cuautepec                         | - 路線: 101, 101-A, 101-B, 101-D, 102, 103, 104 |      | 2021年7月11日 |
| トラルペクスコ Tlalpexco                       | |      | 2021年3月4日  |

#### 2号線

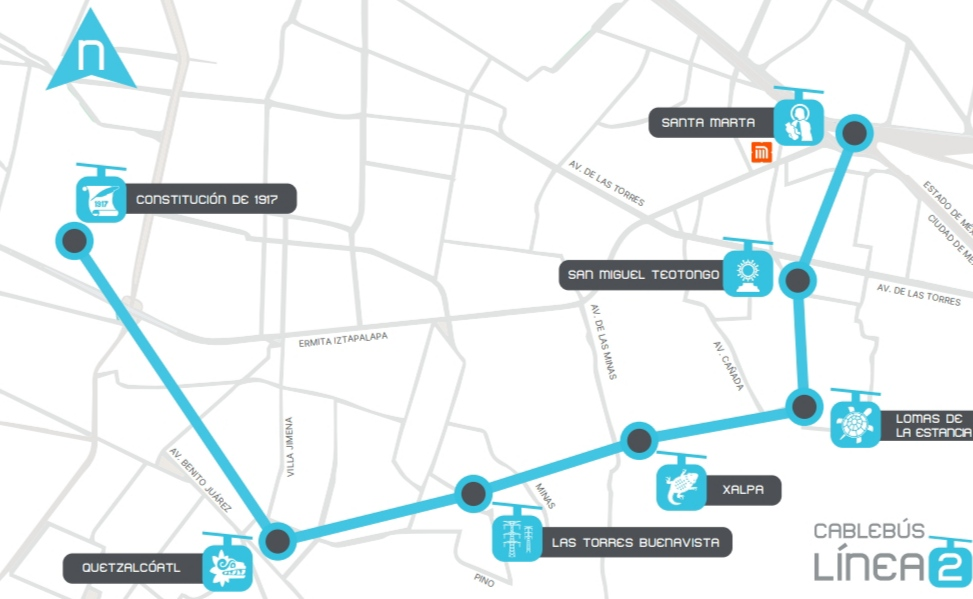
2号線

2号線はイスタパラパ東部に位置する。路線距離は10.55キロメートルで、地下鉄のコンスティトゥシオン・デ・1917駅からサンタ・マリア駅まで南部の地区を通る。2号線は世界最長の公共索道である。2号線は2つの部分に分かれ、両者にまたがって移動するにはサルパ駅でいったん降りる必要がある。
| 駅                                                  | 接続 | 写真 | 開業日       |
| --------------------------------------------------- | --- | ---- | ------------ |
| コンスティトゥシオン・デ・1917 Constitución de 1917 | - コンスティトゥシオン・デ・1917 - 8号線: コンスティトゥシオン・デ・1917駅 - 路線: 1-D, 47-A, 57-A, 57-C, 159, 161, 161-C, 161-D, 161-E, 161-F, 162, 165-A - 路線: 4-B - 10号線: コンスティトゥシオン・デ・1917駅 |      | 2021年8月8日 |
| ケツァルコアトル Quetzalcóatl                       | - 路線: 161-E |      | 2021年8月8日 |
| ラス・トレス・ブエナビスタ Las Torres Buenavista    | |      | 2021年8月8日 |
| サルパ Xalpa                                        | - 路線: 161-C |      | 2021年8月8日 |
| ロマス・デ・エスタンシア Lomas de la Estancia       | - 路線: 161 |      | 2021年8月8日 |
| サン・ミゲル・テオトンゴ San Miguel Teotongo        | - 路線: 163, 163-B |      | 2021年8月8日 |
| サンタ・マルタ Santa Marta                          | - サンタ・マルタ - A号線: サンタ・マルタ駅 - 路線: 1-D, 52-C - 10号線: サンタ・マルタ駅（建設中） |      | 2021年8月8日 |

## 計画中の路線

### 3号線
3号線は当初ミゲル・イダルゴにあるチャプルテペク公園の4つの部分を結ぶ4駅を設けるように計画されていた。
2021年7月20日、3号線の第1段階の入札が行われたが、そこでは全長5.42キロメートルで、180のゴンドラと6つの駅（ロス・ピノス、パンテオン・ドローレス、CECyT 4/リエンソ・チャロ、クリ＝クリ公園、シネテカ・ナシオナル、バスコ・デ・キロガ）が置かれることになっていた。その後11駅に増やされ、アルバロ・オブレゴンの高地まで延長された。計画は2023年12月に確定する予定である。

### 4号線
4号線はメキシコシティ南西部のマグダレナ・コントレラスとトラルパンを結ぶ予定である。